# (37441) 2700 P-L
2700 P-L (asteroide 37441) é um asteroide da cintura principal. Possui uma excentricidade de 0.07652620 e uma inclinação de 3.00116º.
Este asteroide foi descoberto no dia 24 de setembro de 1960 por Cornelis Johannes van Houten e Ingrid van Houten-Groeneveld e Tom Gehrels em Palomar.